# State Defense Forces

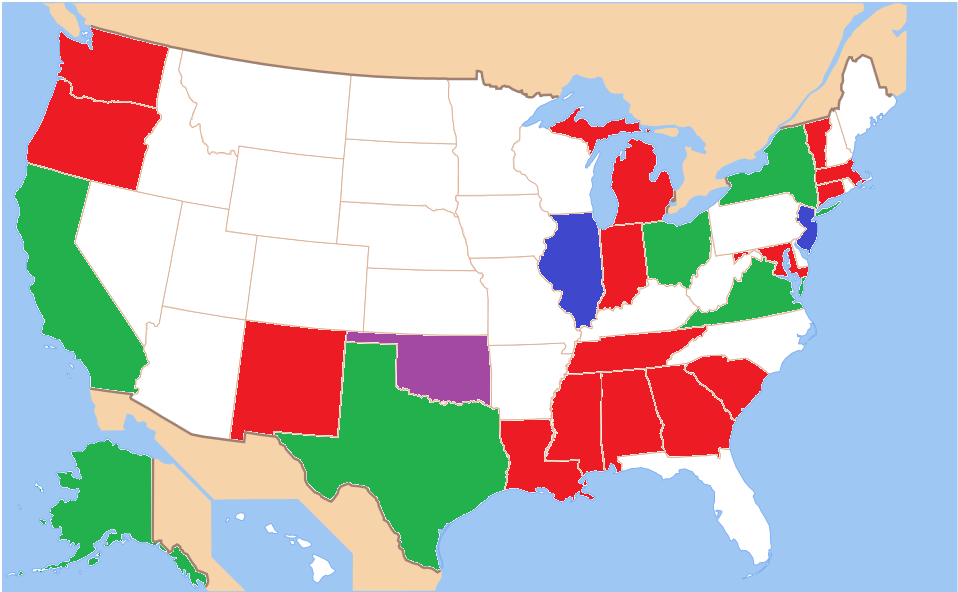
Delstater med State Defense Forces. Rött = arméförband; blått = marinförband; grönt = både armé- och marinförband; lila = inaktiv. Puerto Rico är inte med på kartan.

State Defense Forces (SDF) är militära förband i Förenta Staterna, som enbart lyder under och enbart finansieras av de olika delstaterna. SDF är organiserade med stöd av delstatlig och federal lagstiftning och är underställd delstatsguvernörens överbefäl. State Defense Forces är något annat än delstaternas nationalgarden, genom att de inte kan inkallas för federal tjänstgöring. Nästan varje delstat har lagar som ger delstaten möjlighet att organisera State Defense Forces och i 22 delstater samt i Puerto Rico finns det sådana förband organiserade. De flesta State Defense Forces är organiserade som arméförband, men det finns även flyg- och flottenheter.

## Historia
1903 blev delstaternas nationalgarden infogade som reservförband till USA:s väpnade styrkor, huvudsakligen till den reguljära armén. Då uppstod skillnaden mellan de delstatliga förband som stod (nationalgarden) gentemot de som inte stod (State Defense Forces) till den federala statsmaktens förfogande. Skillnaden mellan nationalgarde och SDF befästes 1933, då kongressen lagstiftade om att all militär personal i förband som bekostades med federala medel skulle ha dubbla anställnings- och trohetsförhållanden; dvs. både till federala statsmakten - med USA:s president som högste befälhavare - och till delstaten - med respektive guvernör som högste befälhavare.

## Uppdrag

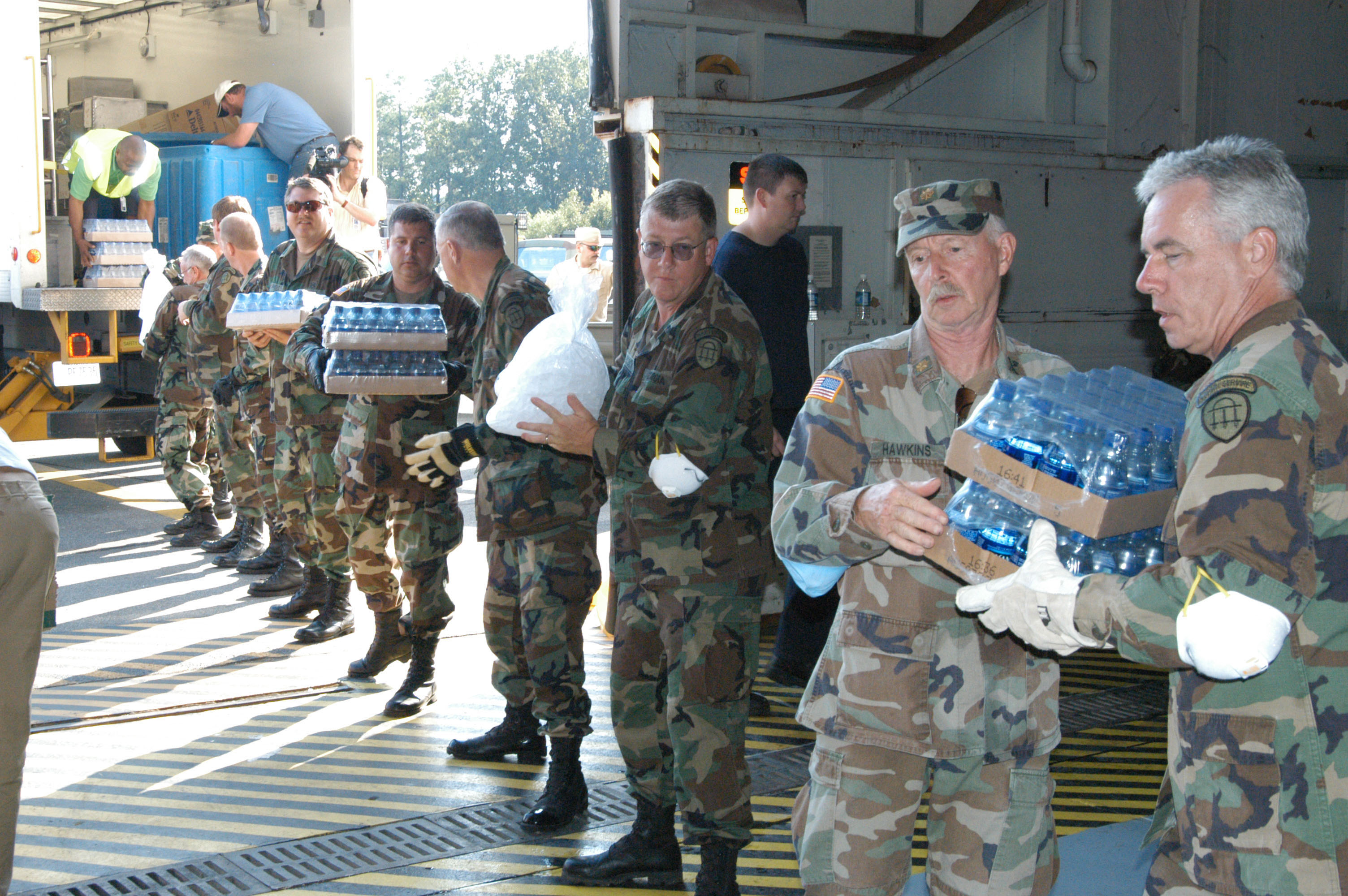
Soldater från Georgia Defense Force förbereder det civila samhället för orkanen Katrina.

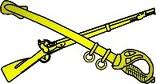
Truppslagstecken av denna utformning används av en del State Defense Forces.

Det konkreta uppdrag som varje delstats SDF har kan variera, men SDF existerar primärt för att förstärka kapaciteten hos delstaternas nationalgarden genom frivilliga med militär eller civil professionell erfarenhet. De förstärker nationalgardes insatsförmåga, biträder när nationalgardet mobiliseras för federal tjänst, ersätter nationalgardet när det är insatt utanför delstatens gränser samt deltar i delstatliga operationer för inre säkerhet.

## Organisation
De flesta stater organiserar sina State Defense Forces parallellt med nationalgardet och underställer dem delstatens generaldjutantsämbete. SDF-medlemmar är frivilliga som i de flesta fall måste köpa sina egna uniformer.
Många har tidigare tjänstgjort i den reguljära amerikanska försvarsmakten eller i nationalgardet och bibehåller sin militära grad i State Defense Forces. Organisationens struktur och innehåll har påverkats dels av 11 september-attackerna, dels av Orkanen Katrina och många State Defense Forces fokuserar på katastrofinsatser.
Bland specialiserade förband kan nämnas:
- 121st Engineer Regiment, Maryland Defense Force
- 10th Medical Regiment, Maryland Defense Force
- Aviation Battalion, Virginia Defense Force
- 1st Medical Company, Georgia State Defense Force
- Texas State Guard Medical Brigade

## Aktiva SDF

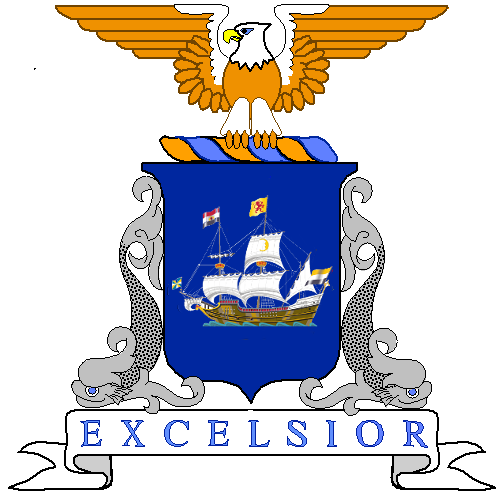
New York Naval Militia

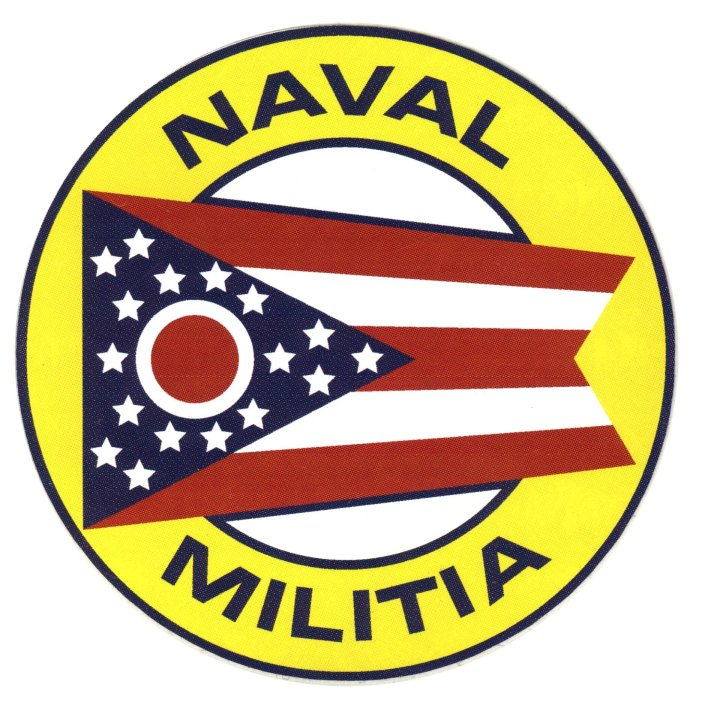
Ohio Naval Militia

Det finns idag 23 aktiva State Defense Forces i 22 delstater samt i Puerto Rico.
| Delstat eller territorium | SDF                               | Marin komponent                                  |
| ------------------------- | --------------------------------- | ------------------------------------------------ |
| Alabama                   | Alabama State Defense Force       | --                                               |
| Alaska                    | Alaska State Defense Force        | Alaska Naval Militia                             |
| Connecticut               | Connecticut State Militia Units   | --                                               |
| Georgia                   | Georgia State Defense Force       | --                                               |
| Indiana                   | Indiana Guard Reserve             | --                                               |
| Illinois                  | --                                | Illinois Naval Militia                           |
| Kalifornien               | California State Military Reserve | California State Military Reserve Naval Militia  |
| Louisiana                 | Louisiana State Guard             | --                                               |
| Maryland                  | Maryland Defense Force            | --                                               |
| Massachusetts             | Massachusetts State Defense Force | --                                               |
| Michigan                  | Michigan Volunteer Defense Force  | --                                               |
| Mississippi               | Mississippi State Guard           | --                                               |
| New Mexico                | New Mexico State Defense Force    | --                                               |
| New York                  | New York Guard                    | New York Naval Militia                           |
| Ohio                      | Ohio Military Reserve             | Ohio Naval Militia                               |
| Oregon                    | Oregon State Defense Force        | --                                               |
| Puerto Rico               | Puerto Rico State Guard           | --                                               |
| South Carolina            | South Carolina State Guard        | --                                               |
| Tennessee                 | Tennessee State Guard             | --                                               |
| Texas                     | Texas State Guard                 | Texas State Guard Maritime Regiment              |
| Vermont                   | Vermont State Guard               | --                                               |
| Virginia                  | Virginia State Defense Force      | Virginia State Defense Force Riverine Detachment |
| Washington                | Washington State Guard            | --                                               |